# Larissa Lwowna Maximowa
Larissa Lwowna Maximowa (russisch Лариса Львовна Максимова; * 5. November 1943 in Kotschenjowo; † 4. April 2025) war eine sowjetische bzw. russische Mathematische Logikerin und Hochschullehrerin.

## Leben
Maximowas Eltern waren Biologen, die während des Deutsch-Sowjetischen Kriegs die Staatliche Universität Tomsk verlassen hatten und dann Geographen am Pädagogischen Institut Nowosibirsk wurden.
Maximowa studierte Mathematik an der Mechanik-Mathematik-Fakultät der Staatlichen Universität Nowosibirsk (NGU) mit Abschluss 1965. Ihre erste Arbeit über Wilhelm Ackermanns Axiome für strikte Implikationen in einer Relevanzlogik erschien 1964. Nach der Aspirantur bei Anatoli Iwanowitsch Malzew verteidigte sie 1968 an der NGU mit Erfolg ihre Dissertation über logische Kalküle der strikten Implikation für die Promotion zur Kandidatin der physikalisch-mathematischen Wissenschaften.
Maximowa arbeitete seit 1964 im Sobolew-Institut für Mathematik der Sibirischen Abteilung (SO) der Akademie der Wissenschaften der UdSSR (AN-SSSR, seit 1991 Russische Akademie der Wissenschaften (RAN)) in Nowosibirsk. 1986 verteidigte sie mit Erfolg ihre Doktor-Dissertation über erlaubte Eigenschaften der superintuitiven und modalen Logiken für die Promotion zur Doktorin der physikalisch-mathematischen Wissenschaften.
Neben ihrer Forschungstätigkeit lehrte Maximowa ab 1965 an der NGU. 1972 wurde sie Dozentin und 1993 Professorin am Lehrstuhl für Algebra und Mathematische Logik. Sie hielt Vorlesungen am King’s College London, an der Universität Uppsala und am Japan Advanced Institute of Science and Technology.

## Ehrungen, Preise
- Malzew-Preis der RAN (2009)[6]
- Preis der Regierung der Russischen Föderation im Bereich Bildung (2010)[3]